# Български католически книжовен архив „Абагар“
 Тази статия е за архив.  Вижте също: Абагар (пояснение).
Българският католически книжовен архив „Абагар“ е богата колекция на български книги и други предмети в България, свързани с българската духовност, събирани в Рим през 1980-те години.
Наречен е на първата печатна книга на български език Абагар, издадена от католическия епископ Филип Станиславов в Рим през 1651 година. Основателят на архива е проф. Георги Елдъров.

## История

### В Италия
Първоначалната идея е била да се създаде духовен и културен български център във Вечния град.
Домът „Абагар“ отваря врати през 1981 г. Представлява голяма сграда, близо до морето, която става дом за българите. През него са минали много българи и чужденци. По думите на Елдъров над 2 хиляди души са отсядали през годините в него С документи от архива на дом „Абагар“ в Рим са работили над дисертациите си учени като Аксиния Джурова, Божидар Димитров и Светлозар Елдъров. Към дома има параклис „Св. св. Кирил и Методи“, осветен през октомври 1983 г.
Целта е била да се събират български ценности – книги, документи и антикварни предмети. Над 30 хиляди книги, документи и вещи с историческа стойност за България са събрани в този архив. Сред тях има великолепни старинни издания, документи, свързани с българското Възраждане, цяла сбирка от книги на разни езици, в които се засяга българската тема. Някои от тях са още от средата на ХIХ век. Интересни в тези издания са мненията на чужденците за България и българската история.
Основни източници на колекцията са българският книжен фонд на бившия „Робърт колеж“ в Цариград (включително книги на руски), книги от библиотеката на девическия отдел на същия колеж, книжният фонд на читалище „Бъдещност“ в Цариград, книги на Българската униатска църква в Цариград, от антиквари и от много българи, живеещи в Цариград, български книги от румънски фондове, както и книги, подарени от българи в чужбина и от чуждестранни приятели на България.

### В България
Българският книжовен архив „Абагар“ е преместен в България през 1997 г. Фондация „Абагар“, създадена по онова време, се грижи за архива.
Година след смъртта на проф. Елдъров жена в София е арестувана, че търгува нелегално с ценности от архива.